# 2014年リトアニア大統領選挙
2014年リトアニア大統領選挙は、バルト三国の一つであるリトアニアにおける元首である大統領を選出するために行われた選挙で、2014年5月11日と5月25日に投票が行われた。

## 選挙制度など
大統領選挙の制度は以下のとおりである。
- 選挙事由：任期満了
- 選挙権：18歳以上のリトアニア国民
- 被選挙権：40歳以上のリトアニア国民（NKVD・NKGB・MGB・KGB、ソ連政府・ソ連構成国政府および外国関係機関での勤務有無および勤務経験について全候補者が報告したうえで中央選挙委員会の是認を受ける必要あり。また有権者2万人分の署名がない場合は正式な候補者にはなれない）
- 大統領の任期：5年（1回のみ再選可能）
- 選挙方式：2回投票制。第1回投票で過半数得票を得た候補者がいない場合、上位2名による決選投票を実施。最多得票を得た候補が当選。

## 選挙結果
5月11日に行われた第1回投票において、現職大統領であるダレ・グリーバウスカイテ（無所属）が45.92%で第1位となった。しかし当選に必要な過半数には達しなかったため、2位となった社会民主党のジグマンタス・バルチーティス欧州議会議員との決選投票が5月25日に行われた。その結果、グリーバウスカイテが再選を果たした。
|            | 第1回投票 | 決選投票  |
| ---------- | --------- | --------- |
| 有権者数   | 2,553,335 | 2,559,398 |
| 投票者数   | 1,333,666 | 1,212,374 |
| 投票率     | 52.23%    | 47.37%    |
| 無効票     | 20,451    | 24,161    |
| 有効票     | 1,313,215 | 1,188,213 |
| 有効得票率 | 98.47%    | 98.01%    |

| 候補者名                       | 所属                                 | 第1回投票 | 第1回投票 | 決選投票  | 決選投票 | 当落 |
| 候補者名                       | 所属                                 | 得票数    | 得票率    | 得票数    | 得票率   | 当落 |
| ------------------------------ | ------------------------------------ | --------- | --------- | --------- | -------- | ---- |
| ダレ・グリーバウスカイテ       | 無所属（祖国連合および自由運動支持） | 612,485   | 45.92%    | 701,999   | 57.90%   | 当選 |
| ジグマンタス・バルチーティス   | リトアニア社会民主党                 | 181,659   | 13.62%    | 486,214   | 40.10%   |      |
| アルトゥーラス・パウラウスカス | 労働党                               | 160,139   | 12.01%    |           |          |      |
| ナグリス・プテイキス           | 無所属                               | 124,333   | 9.32%     |           |          |      |
| ヴァルデマル・トマシェフスキ   | リトアニア・ポーランド人選挙活動     | 109,659   | 8.22%     |           |          |      |
| アルトゥーラス・ズオカス       | TAIP                                 | 69,677    | 5.22%     |           |          |      |
| ブロニス・ロペ                 | リトアニア農民・緑の連合             | 55,263    | 4.14%     |           |          |      |
|                                | 有効票                               | 1,313,215 | 98.47%    | 1,188,213 | 98.01%   |      |
|                                | 無効票                               | 20,451    | 1.53%     | 24,161    | 1.99%    |      |
|                                | 合計                                 | 1,333,666 |           | 1,212,374 |          |      |